# 笑顔満開!ひでたけ・のりこの大吉ラジオ
『笑顔満開！ひでたけ・のりこの大吉ラジオ』（えがおまんかい！ひでたけ・のりこのだいきちラジオ）は、2004年3月29日 - 2005年10月28日まで、ニッポン放送の平日夕方に放送されていた生放送のラジオ番組である。

## 概要
パーソナリティの高嶋ひでたけは、長年ニッポン放送朝の長寿番組『高嶋ひでたけのお早よう！中年探偵団』を担当しており、『お早よう！中年探偵団』番組終了後、体内時計調整のため、1週間の休暇を挟んで、夕方のワイド番組に移籍。そして『お早よう！中年探偵団』の5代目アシスタントを務めた冨田のりこがこの番組でもアシスタントを担当し、高嶋・冨田の中探コンビが復活した。また2人は神奈川県立横須賀高等学校の先輩後輩の関係でもある。
同番組では毎日メッセージテーマを決めて、リスナーからのメール・ファックスを紹介しながら番組を進行していった。

## 冨田アナの降板とその後
2005年10月28日に冨田が番組アシスタントを降板することになり、このタイトルでの番組は終了。翌週10月31日からは、冨田の先輩になる川野良子がアシスタントとして、『笑顔満開！ひでたけ・よしこの大吉ラジオ』のタイトルでリニューアルスタートになった。その後、富田も川野もフジテレビに移籍した。

## パーソナリティ
- 高嶋ひでたけ（元ニッポン放送アナウンサー）
- 冨田憲子（元・ニッポン放送アナウンサー、現・フジテレビアナウンサー）

## 放送時間
| 期間    | 期間    | 放送時間（JST）                    |
| ------- | ------- | ---------------------------------- |
| 2004.03 | 2004.09 | 月曜 - 金曜 15:30 - 17:30（120分） |
| 2004.10 | 2005.03 | 月曜 - 金曜 15:30 - 18:00（150分） |
| 2005.04 | 2005.10 | 月曜 - 金曜 15:30 - 17:30（120分） |

## タイムテーブル

### ナイターシーズン
- 15:30 - オープニング
- 15:35 - ニッポン放送ニュース
- 15:47 - 交通情報
- 15:42 - おたより届いた！読んだ！笑った！
- 15:50 - 竹村健一のずばりジャーナル
- 16:05 - 交通情報
- 16:10 - 街角ステーション
- 16:22 - 大吉トーク 今日も満開！
- 16:30 - 産経新聞ニュース
- 16:34 - 交通情報
- 16:38 - おいしい話
- 16:50 - 飛び出せ！街角天気予報
- 16:54 - 独占！メジャーリーグTODAY
- 17:00 - 大吉リビング
- 17:04 - ショウアップナイター最前線
- 17:10 - 交通情報
- 17:13 - これがめちゃめちゃおもしろい
  - 月曜「世界にひびけ！ご当地ソング」
  - 火曜「おやじ道（みち）」
  - 水曜大吉ベストセラー「なぜ○○は○○なのか？」
  - 木曜「大吉川柳」
  - 金曜「もーママ」
- 17:24 - おたよりまだまだいけます -
- 17:28 - エンディング

### 2004年ナイターオフシーズン
- 15:30 - オープニング
- 15:35 - ニッポン放送ニュース
- 15:42 - おたより届いた！読んだ！笑った！
- 15:50 - 竹村健一のずばりジャーナル
- 16:05 - 取れたて芸能デスク
- 16:10 - 街角ステーション
- 16:20 - 大吉トーク 今日も満開
- 16:30 - 産経新聞ニュース
- 16:40 - おいしい話
- 16:50 - 飛び出せ！街角天気予報
- 16:55 - スポーツ最前線
- 17:10 - 日替わりコーナー
  - 月曜「世界にひびけ！ご当地ソング」
  - 火曜「おやじ道（みち）」
  - 水曜「全日本大吉大投票」
  - 木曜「大吉川柳」
  - 金曜「すごせん」
- 17:30 - あの日・あの時・あの歌が
- 17:40 - 夕焼け応援団
  - 「一人しりとり脳みそQ」
- 17:58 - エンディング

## 終了したコーナー
- お便り満員御礼
- 取れたて芸能デスク
- 全日本大吉大投票
- GO!GO!ドライブ大情報
- 刑事ヒデンボ
- すごせん
- あの日・あの時・あの歌が
- 夕焼け応援団

## スペシャルパーソナリティ
- 2005年8月22日 - 8月26日 : 高嶋ひでたけ夏休みのため「ニッポン放送アナウンサーウィーク」
  - 月曜日 : 山本元気
  - 火曜日 : 松本ひでお
  - 水曜日 : 煙山光紀
  - 木曜日 : うえやなぎまさひこ
  - 金曜日 : 新保友映

## 備考
- 同番組開始当初は、前番組「テリー伊藤のってけラジオ」終了後にCM無しで、そのまま「大吉ラジオ」に接続していたが、「のってけラジオ」が盛り上がったまま終了する場合に、すぐに続く「大吉ラジオ」との番組トーンに違和感が際立っていたことが時々あったため、それまで「のってけラジオ」中に放送されていたアリコジャパンのCMを、「のってけラジオ」終了後の放送に変更した。

| ニッポン放送 平日夕方のワイド番組     | ニッポン放送 平日夕方のワイド番組      | ニッポン放送 平日夕方のワイド番組      |
| 前番組                                | 番組名                                 | 次番組                                 |
| ------------------------------------- | -------------------------------------- | -------------------------------------- |
| 垣花正のニュースわかんない!?          | 笑顔満開！ひでたけ・のりこの大吉ラジオ | 笑顔満開！ひでたけ・よしこの大吉ラジオ |
| ニッポン放送 高嶋ひでたけのラジオ番組 |                                        |                                        |
| 高嶋ひでたけのお早よう！中年探偵団    | 笑顔満開！ひでたけ・のりこの大吉ラジオ | 高嶋ひでたけのあさラジ！               |